# Luis Rabbé
Luis Armando Rabbé Tejada (26 de mayo de 1956) es un político y empresario de medios de origen guatemalteco. Fue Presidente del Congreso de Guatemala entre el 14 de enero de 2015 y el 14 de enero de 2016 y diputado de 2011 a 2016.Actualmente se encuentra ligado a proceso penal en Guatemala por abuso de autoridad, nombramientos ilegales y peculado por sustracción.

## Vida empresarial
Rabbé se desempeñó como presidente de los canales de televisión locales en Guatemala Canal 3 y Canal 7 por más de 20 años. También fue fundador y director de los noticieros televisivos Notisiete, T13 Noticias y TN 23, director de la cadena de radio Sonora y de la revista Proceso. En la política guatemalteca, era considerado el brazo derecho en Guatemala de Ángel González -propietario de los canales de televisión 3, 7, 11 y 13.

## Carrera política
Rabbé fue elegido como diputado del Congreso de Guatemala en las Elecciones generales de Guatemala de 2011 en la Lista Nacional por el partido político Unión de Cambio Nacional (UCN). Tres meses después de ser diputado por ese partido político, se convirtió en diputado independiente. En las Elecciones generales de Guatemala de 2015 Rabbé corrió una vez más para la Lista Nacional, esta vez como vicepresidente del partido político Libertad Democrática Renovada (LIDER).
Como miembro del Frente de la República de Guatemala (FRG), Rabbé se postuló sin éxito para el cargo de alcalde de la ciudad de Guatemala en 1999 y 2003. Posteriormente se desempeñó como Ministro de Comunicaciones en el gobierno de Alfonso Portillo entre 2000 y 2001. En las Elecciones generales de Guatemala de 2007 Rabbé fue candidato a la presidencia por parte del Frente Republicano Guatemalteco y quedó en quinto lugar con el 7.29 % de los votos válidos.
Proceso judicial
El día 18 de agosto de 2016 perdió su inmunidad como congresista en el parlamento guatemalteco a consecuencia de una investigación realizada por la otrora Comisión Internacional Contra la Impunidad en Guatemala y la fiscalía especial contra la impunidad del Ministerio Público de Guatemala. Los cargos que se le imputan son abuso de autoridad, nombramientos ilegales y peculado por sustracción, delitos vinculados por el caso denominado "Plazas Fantasma"; hechos ocurridos mientras fue presidente del organismo legislativo, inmediatamente salió de territorio guatemalteco.
Fue detenido el 23 de julio de 2018 por la Interpol en Monterrey, Nuevo León, México. Tras haber sido autorizada una orden de extradición en 2021, el 8 de agosto de 2024 fue finalmente extraditado a Guatemala.
El 6 de septiembre de 2024 fue ligado a proceso por posiblemente cometer nombramientos ilegales, abuso de autoridad y peculado por sustracción.